# 马蒂亚·托阿法
马蒂亚·托阿法（英語：Maatia Toafa，1954年5月1日—），图瓦卢政治人物，第9任图瓦卢总理（2004年-2006年；2010年9月-12月）。